# Астраханский голубь
Астраханский — порода голубей выведена русскими голубеводами. Встречаются они в городах, расположенных по берегам Волги от города Астрахани до Ярославля и городах Центральной России.

## История
Судя по названию, их родина город Астрахань. Время формирования породы не установлено.

## Полет
Обладают хорошими летными качествами и плодовиты. Полет продолжительный, высотный, круговой. Эти статные голуби с удлиненной фигурой очень эффектно воспринимаются зрительно.

### Стандарт на Астраханских
- Общий вид Вислокрылый голубь средней величины — ближе к крупным. Туловище незначительно удлиненное, стройное и за счет сильно удлиненных, крупных перьев хвоста и маховых перьев крыла первого порядка создается впечатление крупного, сильного летуна с элегантной фигурой.
- Расовые признаки

  - Голова: овальная, удлиненная, гладкая (без чуба), лоб невысокий и неширокий.
  - Глаза: крупные, невыпуклые, зрачок темный, радужная оболочка светлая, веко серовато-телесного цвета, узкое.
  - Клюв: средней длины, темный, хорошо сомкнутый, восковицы слабо развиты, плотно прилегают к клюву, белые, гладкие.
  - Шея: верхняя часть тонкая, постепенно утолщающаяся к плечам, слегка изогнутая, иногда встречается с подтрясом.
  - Грудь: широкая, выпуклая.
  - Спина: довольно длинная, незначительно покатая к хвосту.
  - Крылья: длинные, опущенные ниже хвоста, почти касаются земли (вислокрылые), неплотно прилегают к туловищу.
  - Хвост: широкий, плоский, состоит из 14-20 широких и длинных перьев, незначительно приподнят и по его концу проходит темно-синяя лента.
  - Ноги: низкие, оперенные (в чулочках), концы пальцев красные, когти белые.
  - Оперение: плотное, прилегающее к телу, без перьевых украшений, кроме чулочек на ногах.

- Цвет и рисунок: Окраска оперения сине-белая. Рисунок сорочий. В синий цвет окрашены голова, шея, грудь, спина и хвост. В белый цвет окрашены крылья полностью, живот и ноги. В более темный сизый цвет окрашены верхняя часть шеи, груди, голова и поперечная лента поперек хвоста. Предпочтение отдается светло-синим тонам (голубым). На шее и груди имеется металлический отлив (блеск) сине-фиолетового цвета.
- Мелкие допустимые недостатки:
  - укороченный корпус,
  - темные веки,
  - длинный и тонкий клюв,
  - узкий или овальной формы хвост,
  - наличие отдельных мелких белых перьев у глаз и в подхвостье,
  - небольшие напуски цветных перьев на щитки,
  - слабо оперенные ноги.
- Крупные недопустимые недостатки:
  - наличие белых перьев в хвосте, на голове, груди и шее,
  - цветные перья среди маховых крыла, на ногах и животе,
  - разноглазость,
  - большие заходы цветных перьев на крылья,
  - наличие черных перьев на щитках(пояса),
  - сильно опущенный или очень узкий хвост,
  - наличие чуба,
  - значительно закороченные хвостовые и маховые перья крыльев,
  - сильно закороченное тело,
  - темные или оранжевые глаза.